# Riz noir
Pour les articles homonymes, voir Riz noir (homonymie).
 (juin 2016).
Si vous disposez d'ouvrages ou d'articles de référence ou si vous connaissez des sites web de qualité traitant du thème abordé ici, merci de compléter l'article en donnant les références utiles à sa vérifiabilité et en les liant à la section « Notes et références ».

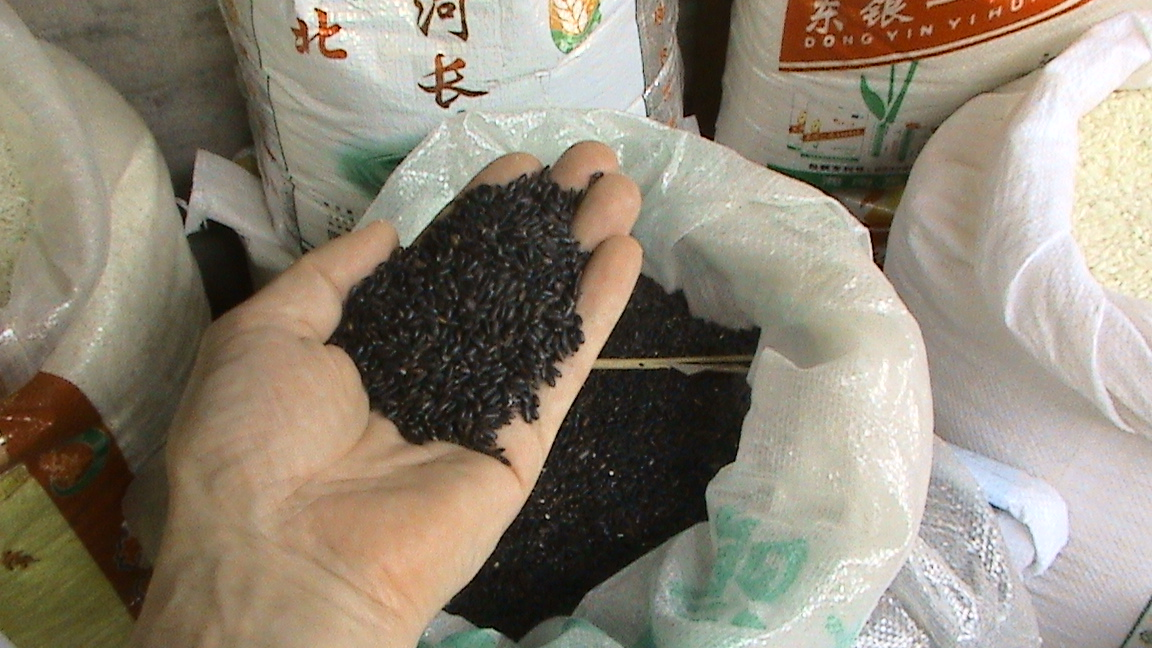
Riz noir en vente en Chine.

Le riz noir est un ensemble de variétés de riz (Oryza sativa) d'origine asiatique, dont certaines sont des riz gluants, qui se caractérisent par la couleur d'un noir profond de leurs grains. Cette coloration, qui vire généralement au violet foncé après cuisson, est due à une teneur exceptionnellement élevée du péricarpe du caryopse en anthocyanes.
C'est un riz complet (riz cargo) puisqu'il a subi la première phase du décorticage, qui consiste à enlever les glumelles adhérentes, non comestibles, et qu'il n'a pas été débarrassé du péricarpe.
Ce riz était autrefois connu, alors qu'il était assez rare à cause d'un rendement plus faible que les variétés courantes, sous les noms de « riz interdit » ou « riz de l'empereur ». En Chine, il était réservé à l'empereur, qui en interdisait la consommation à ses sujets.
Depuis quelques années, une variété de riz noir d'origine chinoise est produite en Italie du Nord dans la plaine du Pô où on l'appelle « riso Venere » (riz de Vénus).
Le riz noir a un goût qui rappelle celui de la noisette. Il est riche en minéraux et en fibres et on y trouve des acides aminés essentiels.

## Valeur nutritionnelle
Le riz noir a une valeur nutritionnelle élevée ; c'est notamment une source de vitamine E et d'antioxydants (davantage que les bleuets).
Il contient aussi des acides aminés essentiels, comme la lysine et le tryptophane, des vitamines du groupe B, telles que la thiamine (B1), la riboflavine (B2) et l'acide folique (B9), ainsi que des oligo-éléments, dont le fer, le zinc, le calcium et le phosphore.
La couche externe du grain (ou péricarpe) contient un niveau d'anthocyanes, aux propriétés antioxydantes, parmi les plus élevés qu'on puisse trouver dans les aliments, et notamment dans les autres céréales colorées,.
Le grain a une teneur en  fibres similaire à celle du riz complet et, comme ce dernier, a un léger goût de noisette,.

## Utilisation

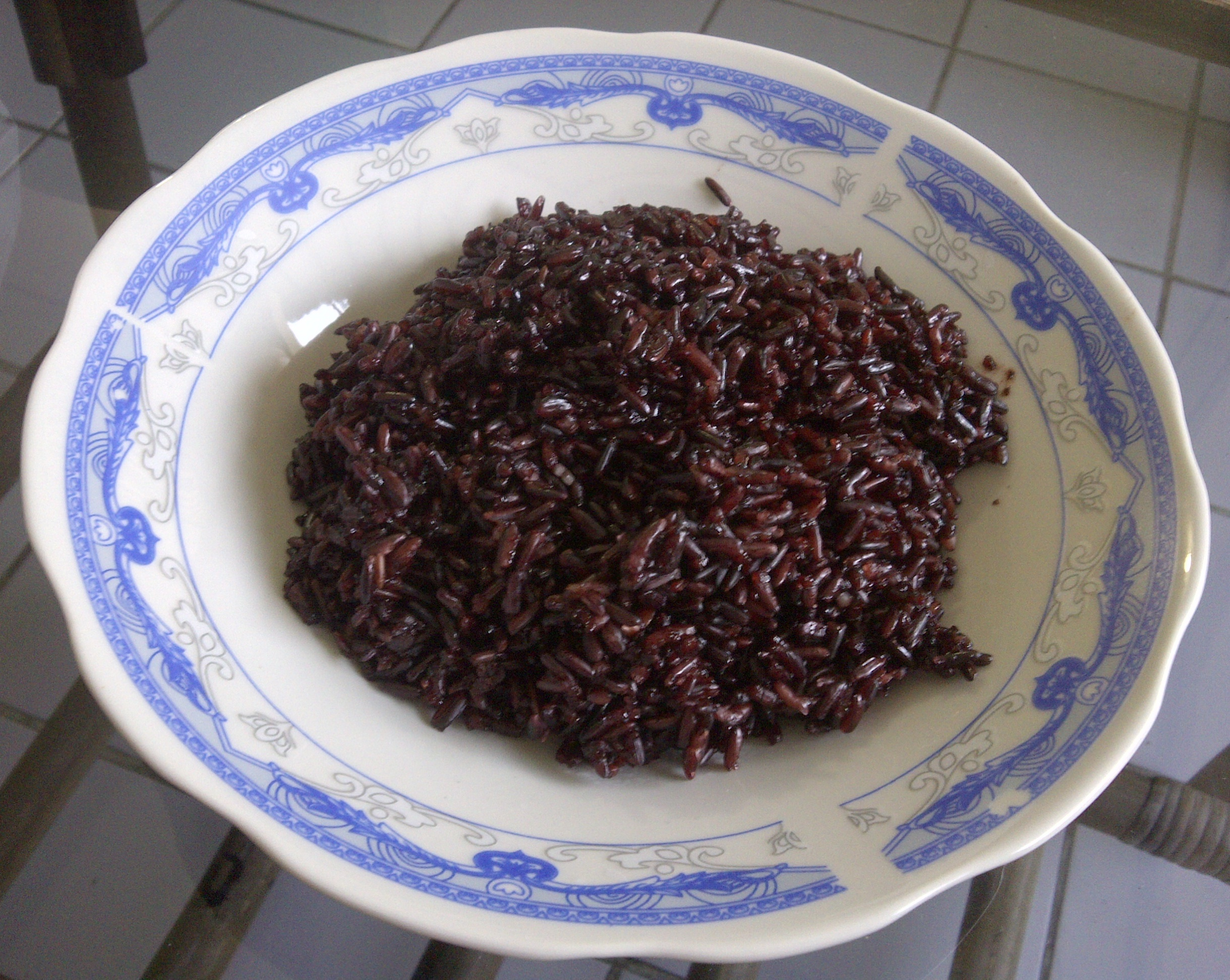
Assiette de riz noir non-gluant cuit à la vapeur.

Le riz noir est un ingrédient utilisé dans diverses préparations : porridge, dessert, gâteau de riz noir traditionnel chinois, pain et nouilles de riz.

## Variétés

### Riso venere
Le riso venere est une variété de riz noir italienne créée en 1997 au centre de recherche rizicole de la coopérative agricole SAPISE (Sardo Piemontese Sementi) dans la région de Vercelli. Elle est issue d'une série de croisements, réalisés par un chercheur chinois, Wang Xue-Ren, entre une variété de riz noir chinoise fournie par l'Institut international de recherche sur le riz (IRRI), difficile à cultiver sur nos terres, et une variété de riz blanc originaire de la plaine du Pô (cette dernière étant destinée à apporter les caractères de rusticité permettant la culture dans le nord de l'Italie ),. Ce riz, qui porte le nom italien de Vénus, déesse de l'amour (il était considéré en Chine comme un puissant aphrodisiaque), a un grain noir violacé rond, très aromatique. Cette variété a été inscrite en 1997 au catalogue italien des variétés agricoles.
Il se déguste cuit à l'eau ou pilaf. De très bonne tenue, il reste croustillant et élastique. Idéal en salade, il se marie parfaitement avec les poissons, les crustacés, les viandes blanches ou les légumes. Il nécessite 40 à 50 minutes de cuisson.
En 2005, une nouvelle variété de riz noir, 'Artemide', a été créée par la SAPISE, par croisement entre le riso venere et une variété de riz Indica.